# Luis Calderón
Pour les articles homonymes, voir Calderón.
Luis Calderón Mendiolaza (Lima, 17 juin 1929 – Callao, 24 mai 2022) est un footballeur péruvien qui évoluait au poste de milieu de terrain.
Surnommé "Joe" Calderón, il demeure l’une des idoles du Sport Boys, club où il joua durant 12 saisons (champion en 1951).

## Biographie

### Carrière en club
Formé au Carlos Concha – où il a l'occasion de jouer avec son cousin Marcos Calderón, devenu entraîneur à succès par la suite – Luis "Joe" Calderón passe au Sport Boys en 1946. Il y reste douze saisons (jusqu'en 1957). Avec 147 matchs pour 21 buts marqués au sein du Sport Boys, il remporte le premier championnat professionnel du Pérou en 1951.
En 1958, il rejoint l'Universitario de Deportes et remporte deux championnats d'affilée en 1959 et 1960, avant de mettre un terme à sa carrière en 1964 en jouant pour le KDT Nacional.

### Carrière en équipe nationale
International péruvien entre 1949 et 1961 (36 sélections, aucun but marqué), Luis "Joe" Calderón participe notamment à quatre championnats sud-américains en 1949, 1953, 1956 et 1957. Il prend part également aux championnats panaméricains de 1952 et 1956.  
Lors du match d'ouverture du championnat sud-américain de 1953, organisé à Lima, il est injustement accusé d'avoir marqué un but csc qui donna la victoire à la Bolivie sur le Pérou (1-0). Mais le but de la victoire fut en fait l'œuvre du bolivien Víctor Ugarte.

### Hommage et décès
En guise d'hommage à sa carrière au sein du Sport Boys, ce club décide en décembre 2020 de lui verser une pension à vie. Luis "Joe" Calderón meurt le 24 mai 2022 à Callao à l'âge de 92 ans.

## Palmarès

### En club
| Sport Boys - Championnat du Pérou (1) : - Champion : 1951. |  | Universitario de Deportes - Championnat du Pérou (2) : - Champion : 1959 et 1960. |

### En équipe nationale
Pérou
- Championnat sud-américain :
  - Troisième : 1949.